# محور تقارن چرخشی

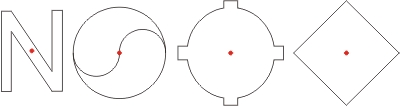
محورهای تقارن عمود بر صفحه هستند. دو شکل سمت راست محور تقارن چرخشی درجه ۴ و دو شکل سمت چپ محور تقارن چرخشی درجه ۲ دارند.

محور تقارن چرخشی نوعی محور تقارن است که به صورت {\displaystyle C_{n}} نشان داده می‌شود؛ که در آن n درجهٔ محور تقارن عددی صحیح است.
ساختارها یا اجسامی که محور تقارن چرخشی درجه n داشته باشند، در آنها با چرخش ساختار حول محور به اندازهٔ {\displaystyle \phi =2\pi /n} شکل ساختار عوض نمی‌شود.
ساختارهای بلوری تنها محور تقارن چرخشی درجه ۱، ۲، ۳، ۴ و ۶ می‌توانند داشته باشند. برخی از مولکول‌ها محورهای تقارن چرخشی با درجات دیگری نیز دارند. مثلاً {\displaystyle C_{5}} در فروسن ‎((C5H5)2 Fe)‎.